# Deejay TV
Deejay TV é um canal de televisão musical italiano, transmitido gratuitamente no sistema digital terrestre.

## História
O canal foi lançado em 202 pelo Gruppo Editoriale L'Espresso como uma emissora musical via satélite. Inicialmente transmitida em sinal aberto (free-to-air), tornou-se um canal pago em 2003 após um acordo com a Sky Italia. A partir de 2007, foi disponibilizado também em plataformas de televisão a cabo como Fastweb, Alice Home TV e Infostrada TV.
Em 2009, o canal assumiu uma nova identidade após o encerramento da emissora nacional All Music, adquirida pelo Gruppo L'Espresso em 2004. A partir de 1º de novembro de 2009, o Deejay TV foi ao ar em substituição All Music. Porém, na Sky, o canal manteve sua programação, assumindo o nome: MyDeejay. A emissora adotou o formato widescreen 16:9 em 2012, ampliando sua disponibilidade em free-to-view via satélite no mesmo ano.
Inicialmente focada em música, a programação começou a diversificar em 2013, incluindo filmes, séries e programas próprios, enquanto a música passou a ocupar um espaço reduzido. Em 2014, o canal enfrentou uma crise financeira, levando ao risco de fechamento.
Em 2015, a Discovery Italia adquiriu o canal, que foi progressivamente transformado-o em Nove. Em 2018, o Deejay TV foi relançado no canal 69 do digital terrestre e na Sky Italia, com uma programação centrada no programa Deejay chiama Italia e vídeos musicais. O canal deixou a Sky em julho de 2019, permanecendo disponível apenas em alta definição no digital terrestre.
Atualmente, o canal continua transmitindo em alta definição, com sua marca HD removida do logo em 2021, mas mantendo a qualidade de imagem.